# Zhongzhou Holdings Financial Center
Lo Zhongzhou Holdings Financial Center (in cinese: 中洲控股中心S) è un grattacielo alto 300,8 metri che si trova nel distretto di Nanshan di Shenzhen, nella provincia di Guangdong, in Cina. L'edificio, costruito tra il 2008 ed il 2015, conta un totale di 61 piani (più ulteriori 3 piani sotterranei). La torre ospita hotel ed uffici: diverse stanze sono occupate dalla catena alberghiera Marriot.

## Posizione
L'edificio è situato a breve distanza dalla Houhai Station, fermata della linea 2 della metropolitana di Shenzhen. Tra gli edifici vicini possiamo citare il China Resources Headquarters.